# Kuoksenjärvi
Kuoksenjärvi är en sjö i kommunen Kuhmois i landskapet Mellersta Finland i Finland. Sjön ligger 123,5 meter över havet. Arean är 2,61 kvadratkilometer och strandlinjen är 25,81 kilometer lång. Sjön  ingår i Kumo älvs huvudavrinningsområde.   Den ligger omkring 77 kilometer sydväst om Jyväskylä och omkring 160 kilometer norr om Helsingfors. 
I sjön finns öarna Sikosaaret, Hirvisaaret, Kuivasaari, Kalliosaari och Laivasaaret. 